# Guangdonghuiguan van Tianjin
Guangdonghuiguan van Tianjin is een geboortestreekvereniging in Tianjin voor mensen die hun jiaxiang in de Chinese provincie Guangdong hebben. Het verenigingsgebouw werd in 1907 gebouwd. De vereniging had toen vooral handelaren van Chaozhou afkomst of Kantonese afkomst als leden. Na 1949 werd het gebouw als school gebruikt en in 1989 werd het een museum.